# Mäkinen
Mäkinen ist ein finnischer Familienname.

## Herkunft und Bedeutung
Mäkinen setzt sich aus dem Wort mäki, „Hügel“, und dem Namenssuffix -nen zusammen. Im Jahr 2014 war Mäkinen mit 21.166 Namensträgern der dritthäufigste Familienname in Finnland.

## Namensträger
- Anne Mäkinen (* 1976), finnische Fußballspielerin
- Atte Mäkinen (Eishockeyspieler, 1995) (* 1995), finnischer Eishockeyspieler
- Atte Mäkinen (Eishockeyspieler, 1996) (* 1996), finnischer Eishockeyspieler
- Einar Mäkinen (1895–1964), finnischer Generalleutnant
- Eino Mäkinen (1926–2014), finnischer Gewichtheber
- Jarmo Mäkinen (* 1958), finnischer Schauspieler
- Kaarlo Mäkinen (1892–1980), finnischer Ringer
- Kari Mäkinen (Sportler) (* 1945), finnischer Kanute, Eishockeyspieler und -trainer
- Kari Mäkinen (Geistlicher) (* 1955), finnischer Geistlicher
- Kauko Mäkinen (1927–1968), finnischer Eishockeyspieler
- Pertti Mäkinen (* 1952), finnischer Bildhauer und Medailleur
- Rauno Mäkinen (1931–2010), finnischer Ringer
- Seppo Mäkinen (* 1941), finnischer Sportschütze
- Timo Mäkinen (1938–2017), finnischer Rallyefahrer
- Thomas Mäkinen (* 1997), finnischer Fußballspieler
- Tommi Mäkinen (* 1964), finnischer Rallyefahrer
- Tommi Mäkinen (Leichtathlet) (* 2000), finnischer Sprinter